# Bavor Rodovský mladší z Hustiřan
Bavor Rodovský mladší z Hustiřan (1526 Hustířany – 1591 Budyně nad Ohří) byl český šlechtic a alchymista,  vzdělanec a filozof, autor mnoha spisů a překladů. Zpracoval v nich  poznatky z různých oborů lidské činnosti a vědění, matematiky, astronomie, mravouky, historie,  lékařství, chemie a alchymie. V dějinách české alchymistické literatury se Rodovský proslavil jako sběratel a editor domácích pramenů, překladatel soudobé odborné literatury. Vyvinul terminologii a přístupný styl odborného textu v češtině. Působení Rodovského v oblasti alchymie odkazuje k jeho obsáhlým praktickým chemickým znalostem. Nebyl tím, kdo by přišel s nějakou novou teorií, ale ve svých česky psaných rukopisech představoval a odborně komentoval jak starší české alchymické prameny, tak také jiná cizojazyčná díla podobné orientace. Celý život hledal kámen mudrců, ale bezvýsledně. Nepřetržité  chemické pokusy ho přivedly na mizinu, utratil své jmění za nákup různých materiálů, surovin a laboratorního zařízení. 

## Život
Pocházel ze starého vladyckého rodu Rodovských z Hustířan. Jméno Bavor  dostal po svém dědovi, o němž se říkalo, že byl kouzelník a uměl dělat zlato. Rodina nebyla bohatá a nemohla si dovolit poslat Bavora na univerzitu, proto se musel všemu naučit sám. Naučil se mimo jiné německy, latinsky, studoval matematiku, astronomii, filosofii, ale především alchymii. Té se mohl plně věnovat až později, protože neměl dostatek peněz na chemické pokusy. Teprve po matčině smrti  v roce 1566 získal dědický podíl z rodového majetku a za přispění věna své manželky Voršily koupil statek v Radostově, kde  si vybudoval alchymickou laboratoř. Hospodářství zanedbával a náklady spojené s hledáním kamene mudrců a dalšími pokusy ho přivedly na mizinu. V roce 1573 byl pro dluhy uvězněn v Černé věži na Pražském hradě. Z vězení napsal dopis  nejvyššímu purkrabímu Vilému z Rožmberka s žádostí o lepší podmínky, aby se mohl věnovat překladům alchymických knih. Dopis svědčí o jeho velké znalosti přírodních věd a zejména pak učení Paracelsa, kterého Rodovský  pokládal za nejvýznamnějšího filozofa a alchymistu své doby. Jeho záměrem bylo přeložit Paracelsovy spisy do češtiny. 
Vilém z Rožmberka jej z vězení vyplatil a koncem roku 1573 již Rodovský pracoval v domě pánů z Rožmberka na Pražském hradě na alchymických pokusech. Později působil v zámeckých laboratořích v Krumlově a Třeboni. Zajímalo ho zkoumání vzájemného vztahu kovů a jejich proměna (např. s pomocí rozpouštění, kalcinace či destilace), ale také příprava účinných léků. Z vděčnosti věnoval Vilémovi své pojednání Secreta Aristotelis, které psal ve vězení. V roce 1576 musel prodat statek v Radostově a v této době ho opustila manželka s jediným synem. 
Po několika letech od Rožmberků odešel a věnoval se překladům alchymické literatury. V roce 1579 dokončil třídílný sborník s názvem Hermesova filozofie a roku 1585 Knihu o dokonalém umění alchymickém. Rodovského poslední prací z tohoto oboru jsou Řeči filozofické (1591).  Vedle historických prací týkajících se Aristotela, Plútarcha nebo Alexandra Velikého  vyšla tiskem také jeho astronomická a astrologická pojednání a překlady. Byl mimo jiné autorem jedné ze tří nejstarších dochovaných česky tištěných kuchařek.
Od počátku osmdesátých let  často pracoval na zámku v Budyni nad Ohří u Jana Zbyňka Zajíce z Hazmburka, který byl známým podporovatelem alchymistů. Zde  Bavor Rodovský zemřel a jeho působení připomíná expozice v zámeckém  Jandově muzeu. Datum úmrtí není spolehlivě doloženo, uvádí se rok 1591, 1592  nebo 1599.

## Dílo
- Smaragdová deska (autor Hermes Trismegistos) – Rodovského překlad do češtiny (1591)
- Alchimie česká – přináší vedle obsáhlých poznámek k dějinám alchymie a dílům jiných  českých alchymistů Rodovského praktické zkušenosti z chemické praxe.  Kniha je  rukovětí české chemie a alchymie, obsahuje překlady středověkých filozofů Tomáše Akvinského, Alberta Magna a Arnalda z Villanovy i  praktické návody na výrobu stříbra a zlata.
- Kniha o dokonalém umění alchymickém (1585) –  s překlady, opisy a záznamy alchymistických pokusů
- Vo Hermesově filosofii, tj. vo požehnaném kameni filosofickém (1579) –  třídílná kniha obsahuje  překlad knihy O Hermesově filozofii od Bernharda z Tarvis o vzniku a vývoji alchymie, líčí cestu za získáním kamene mudrců a rozvádí alchymistické  teorie o výrobě zlata a stříbra. Po ní následují  překlady, sestavené vesměs podle starších alchymistických podkladů:  Rosarium (vše o kameni mudrců), Turba philosophorum (jeden z nejstarších alchymistických textů)
- Řeči filosofické o kameni filosofickém (1591) – přibližuje základy alchymie, přináší návody na různé experimenty i teoretické úvahy o složení kovů a jejich přeměně.  Po obsáhlé autorově předmluvě následuje přehled filozofických postupů při výrobě kamene mudrců, popis kamene mudrců, postupy jeho výroby a vylíčení chemické práce. Kniha je vrcholem teoretického rozjímání o kameni mudrců, ale zároveň přechodem k alchymistické praxi.
- Secreta Aristotelis aneb Kniha lidských cností a mnohých naučení, kterak se králové, knížata i páni v svém panování mají opatrovati (1574) – věnováno Vilémovi z Rožmberka
- Kuchařství, to jest knížka o rozličných krmích, kterak se užitečně s chutí strojiti mají – jedna z nejstarších českých kuchařek (vydáno tiskem 1591) s řadou nezvyklých receptů na přípravu polévek,  omáček, masa, ryb, drůbeže, kaší, smažených i jiných pokrmů umožňuje nahlédnout i do zvyklostí renesanční kuchyně. [5]